# 2012 في اليونان
فيما يلي قوائم الأحداث التي وقعت خلال عام 2012 في اليونان.

## أحداث
- 17 يونيو – الانتخابات البرلمانية اليونانية يونيو 2012

## سياسة

### تعيين في المنصب
- 17 يونيو – بيروس ديماس عضو البرلمان اليوناني.
- 20 يونيو – أنتونيس ساماراس رئيس وزراء اليونان.
- 21 يونيو – أليكسيس تسيبراس Leader of the Official Opposition (Greece) [الإنجليزية]‏.

### انتهاء فترة المنصب
- 21 مارس – إيفانغيلوس فينيزيلوس Minister of Finance of Greece  [لغات أخرى]‏.
- 16 مايو – لوكاس باباديموس رئيس وزراء اليونان.
- 20 يونيو – أنتونيس ساماراس Leader of the Official Opposition (Greece) [الإنجليزية]‏.

## وفيات

### يناير
- 24 يناير – ثيودوروس أنجيلوبولوس (مواليد 1935)

### يونيو
- 18 يونيو – ألكيتاس باناغولياس (مواليد 1934) لاعب كرة قدم يوناني.

### أكتوبر
- 15 أكتوبر – ماريا بترو (مواليد 1953)